# Officine Schwartz
Le Officine Schwartz sono un gruppo musicale italiano che fonde musica post-industriale e canti operai. Oltre alle produzioni discografiche, hanno realizzato spettacoli che uniscono musica live e performance, teatro e danza. La loro musica è composta da ritmiche industrial spesso generate da strumenti metallici autocostruiti, elettronica, canzone popolare e canti operai.

## Storia

### 1988-1991: DaRemanium DentaurumaL'Opificio
Nella scena italiana, le Officine Schwartz rappresentano forse il gruppo che fin dalla sua genesi vede nell'industrial una possibilità di un'interpretazione socio-politica del genere, con risultati che si riallacciano all'antropologia sociale e al documentario politico. Se molte band della scena sia industriale che post-industriale vedevano nella macchina un fattore di progresso alienante, le Officine Schwartz, nate a Bergamo nel 1983 ad opera di Osvaldo Arioldi, vedono nell'interazione tra macchina ed operaio che si realizza nella fabbrica un meccanismo nuovo che rende l'uomo centrale e solo apparentemente superfluo.
Il loro spettacolo teatrale Remanium Dentaurum del 1986 narrava una storia di abusi di potere in fabbrica finita in tragedia quando il 6 luglio 1944 la Dalmine-Tenaris, che costruiva i missili V2 per i nazisti, fu bombardata dagli alleati e, per non fermare la produzione, i proprietari non fecero suonare le sirene d'allarme, causando così numerose vittime. Dallo spettacolo, che durava otto ore come una giornata lavorativa, venne prodotto il primo CD delle Officine Schwartz dall'omonimo titolo.
Il secondo LP dal titolo L'Opificio nacque dalla collaborazione con il Kom-Fut Manifesto per uno spettacolo di Andrea Chiesi su un operaio che vive il declino della fabbrica in cui lavora.
Con Terra Fabbrica & Cielo Meccanico, raccolta su cassetta di brani inediti e dal vivo, si può considerare concluso il primo periodo degli Officine Schwartz in cui la band narra di storie di fabbriche con suonorità che sembrano essere fortemente influenzate dalla Neue Deutsche Welle. Con il passare del tempo la band si avvicina sempre più a sonorità mediterranee ed a tematiche legate ai migranti, tanto che nel 1993 inizia una ricerca sugli scambi culturali che l'immigrazione per motivi di lavoro può portare. In questo periodo, sostenendo che "tutto il mondo è cantiere", pubblicano Internazionale cantieri, che molti considerano l'apice della loro ricerca.

## Componenti
- Anna Bano-Schwartz
- Osvaldo Arioldi-Schwartz
- Ugo Crescini
- Massimiliano Panza
- Patrizia Damone
- Guido Rolando-Giubbonsky
- Vincenzo Formicone
- Fabio Codarri
- Aronne Galimberti
- Erminio Pizzetti
- Simonetta Giardina
- Cecilia Comuzio
- Paolo Valabrega
- Leo Baffi
- Davide Camani
- "Gnaffo" Lorenzo Carta
- Stefano Paganelli
- Paolo Vinati
- Enrico Allorto
- Elena Marchesi
- Cristina Offredi
- Claudia Pressiani
- Antonio Costantini
- Anna Daneri
- Domenico Morreale
- Michele Agazzi

## Discografia

### Album in studio
- 1988 - Colonna sonora si remanium dentaurum Cr Co Mo (LP minialbum, U.T. Comunicazioni)
- 1991 - L'opificio (LP, Kom-Fut Manifesto Records)
- 1997 - L'internazionale cantieri (CD - Il manifesto)[4]
- 2002 - Ferrodolce (CD, Kom-Fut Manifesto Records)
- 2016 - Colonna sonora di remanium dentaurum Cr Co Mo (CD+DVD, Ristampa minialbum + inediti + film Da qui alla ruggine - Again Records)
- 2018 – L’opificio (CD, Ristampa album + inediti - Again Records)

### 7"
- 1986 - Fräulein (U.T. Comunicazioni)

### 12"
- 1987 - Fräulein/Rambo (U.T. Comunicazioni, Sub-Up-Records)
- 1990 - Carica! (Kom-Fut Manifesto Records)

### Raccolte
- 1991 - Terra Fabbrica & Cielo Meccanico (Cassetta - Sottosopra)
- 1994 - Stoccaggio Armonia E Meccanica - 1983/1994 (CD - Kom-Fut Manifesto Records)

### Partecipazioni
- 1984 - Disnastri 06 (Cassetta - Contro Produzioni Multimediali)
- 1987 - How To Become A Millionaire (Cassetta - Underground Productions)
- 1989 - Nemesi (Cassetta - Nuvole Records)
- 1989 - Tecnologie Del Moviment (LP - Hax)
- 1990 - The Negative Communication Age (2xLP - Amen - THX 1138)
- 1992 - Senza Riserve (LP - Lega Dei Furiosi)
- 1995 - Materiale resistente (CD - Mercury Records)
- 1996 - Quello Che Siamo (Cassetta, CD - MusicaInCampo)

### Film e DVD
- 2001 - Sinfonia Ferrodolce (Lab80 film)
- 2014 - Da qui alla ruggine (Lab80 film)

### Teatro
- in Teatro Civico: 6 monologhi per Report: Cipolle e libertà di Marco Paolini, le musiche sono due brani del gruppo: L'internazionale Cantieri e Carica!

### Cinema
- 1995 - Materiale Resistente (Italia, 1995, Betacam, 80', B/N e colore) documentario di Guido Chiesa, Davide Ferrario. Nel film, che si ispira alla compilation omonima, compare Ciao Bella! di Officine Schwartz, che come tutti i gruppi presenti nella colonna sonora, hanno una parte nel film.
- 1999 - Guardami (Italia, 1999, 95', colore) film di Davide Ferrario. Nel film le Officine Schwartz eseguono dal vivo il brano Acatù.